# Gorizont 17
O Gorizont 17 (também conhecido por Gorizont 29L e Tongastar 1) foi um satélite de comunicação geoestacionário soviético/russo da série Gorizont construído pela NPO PM. Ele esteve localizado na posição orbital de 53 graus de longitude leste e foi operado inicialmente pela RSCC (Kosmicheskiya Svyaz) e posteriormente pela Rimsat. O satélite foi baseado na plataforma KAUR-3 e sua expectativa de vida útil era de 3 anos. O mesmo saiu de serviço em janeiro de 1997.

## História
O satélite Gorizont 17 foi transferido para uma localização orbital de propriedade de Tonga (que tem a Tongasat como agente licenciado para formulação e coordenação de registros de satélite) e foi operado pela Rimsat, empresa dos Estados Unidos, e foi renomeado para Tongastar 1.

## Lançamento
O satélite foi lançado com sucesso ao espaço no dia 26 de janeiro de 1989, por meio de um veículo Proton-K/Blok-DM-2, lançado a partir do Cosmódromo de Baikonur, no Cazaquistão. Ele tinha uma massa de lançamento de 2.300 kg.

## Capacidade
O Gorizont 17 era equipado com 6 transponders em banda C e um em banda Ku.